# アーサー・ブレイク
チャールズ・アーサー・ブレイク（Charles Arthur Blake、1872年1月26日 - 1944年10月22日）は、アメリカ合衆国の陸上競技選手である。ブレイクは1896年に開催されたアテネオリンピックの男子1500メートル競走に参加して2位になった。

## 経歴
アテネオリンピックにおいては、1500m走は予選なしの1回勝負で行われた。ブレイクは優勝候補と目されていたが、優勝したエドウィン・フラックと最後の直線までもつれ込む激戦になり、結局5m以上の差をつけられて2位に沈んだ。
ブレイクは最終種目のマラソン にも挑戦した。彼はレース前半ではフランスのアルバン・レムゾー とフラックについで3位につけていたが、23kmを過ぎた時点で棄権した。
その後ブレイクはマサチューセッツ州デダムに定住し、保険のセールスマンとして成功を収め、ゴルファーや船乗りとしても有名になった。

## エピソード
ブレイクは、間接的にアメリカ合衆国が近代オリンピック参加への道を開く大きな役割を果たした人物として知られる。
1896年1月にボストンのメカニック・ホールで開催された1000ヤード レースで優勝した後、彼は冗談交じりに「ああ、ボストンはもういい、僕はアテネのマラソンに出るべきだね」と言った。その言葉を聞きつけたのは、アテネオリンピックに遠征するアメリカ合衆国チームに資金を提供することになった株式仲買人のアーサー・バーナム（Arthur Burnham）だった。バーナムは全額ではなかったが、資金のかなりの部分を提供した。ブレイクのこの発言は、バーナムと合衆国チーム間での資金提供契約を結ぶ誘因になったのだった。